# 宮崎県道・熊本県道142号上椎葉湯前線
宮崎県道・熊本県道142号上椎葉湯前線（みやざきけんどう・くまもとけんどう142ごう かみしいばゆのまえせん）は、宮崎県東臼杵郡椎葉村から東臼杵郡椎葉村西部の各集落を経由して、熊本県球磨郡湯前町に至る一般県道である。

## 概要
宮崎県東臼杵郡椎葉村大字下福良から熊本県球磨郡湯前町中里に至る。水上村役場前から終点までは国道388号と重複する。
単独区間のうち宮崎県内の区間のほとんどが1車線道路であるものの、古くから椎葉から熊本県の球磨地方への交易路（球磨口）として利用されていた路線である。
1933年（昭和8年）に東臼杵郡椎葉村上椎葉と現在の日向市を結ぶ県道（現在の国道327号）が開通した後も、不土野（ふどの）地区では上椎葉と球磨郡水上村がほぼ同距離であったことから、交易路として利用され続けていた。
夏季は土砂崩れ、冬季は路面凍結、積雪、道路工事による交通規制が多い。

### 路線データ
- 起点：宮崎県東臼杵郡椎葉村大字下福良（国道265号交点）
- 終点：熊本県球磨郡湯前町中里（国道219号交点、国道388号・国道446号・熊本県道43号錦湯前線・熊本県道161号五木湯前線終点）

## 歴史
- 1959年（昭和34年）6月1日 - 宮崎県告示第226号により宮崎県側の路線認定[1]。当時の整理番号は20。
- 1960年（昭和35年）4月1日 - 熊本県告示第203号により熊本県側の路線認定[2]。当時の整理番号は88。

## 路線状況

### 重複区間
- 国道388号・国道446号（熊本県球磨郡水上村大字岩野 - 球磨郡湯前町中里（終点））
- 熊本県道161号五木湯前線（熊本県球磨郡水上村大字岩野 - 球磨郡湯前町中里（終点））

### 道路施設

#### 橋梁
- 宮崎県
  - 上福良橋（日向椎葉湖、東臼杵郡椎葉村）
  - 不土野橋（不土野川、東臼杵郡椎葉村）
- 熊本県
  - 江代橋（市房ダム湖、球磨郡水上村）

## 地理

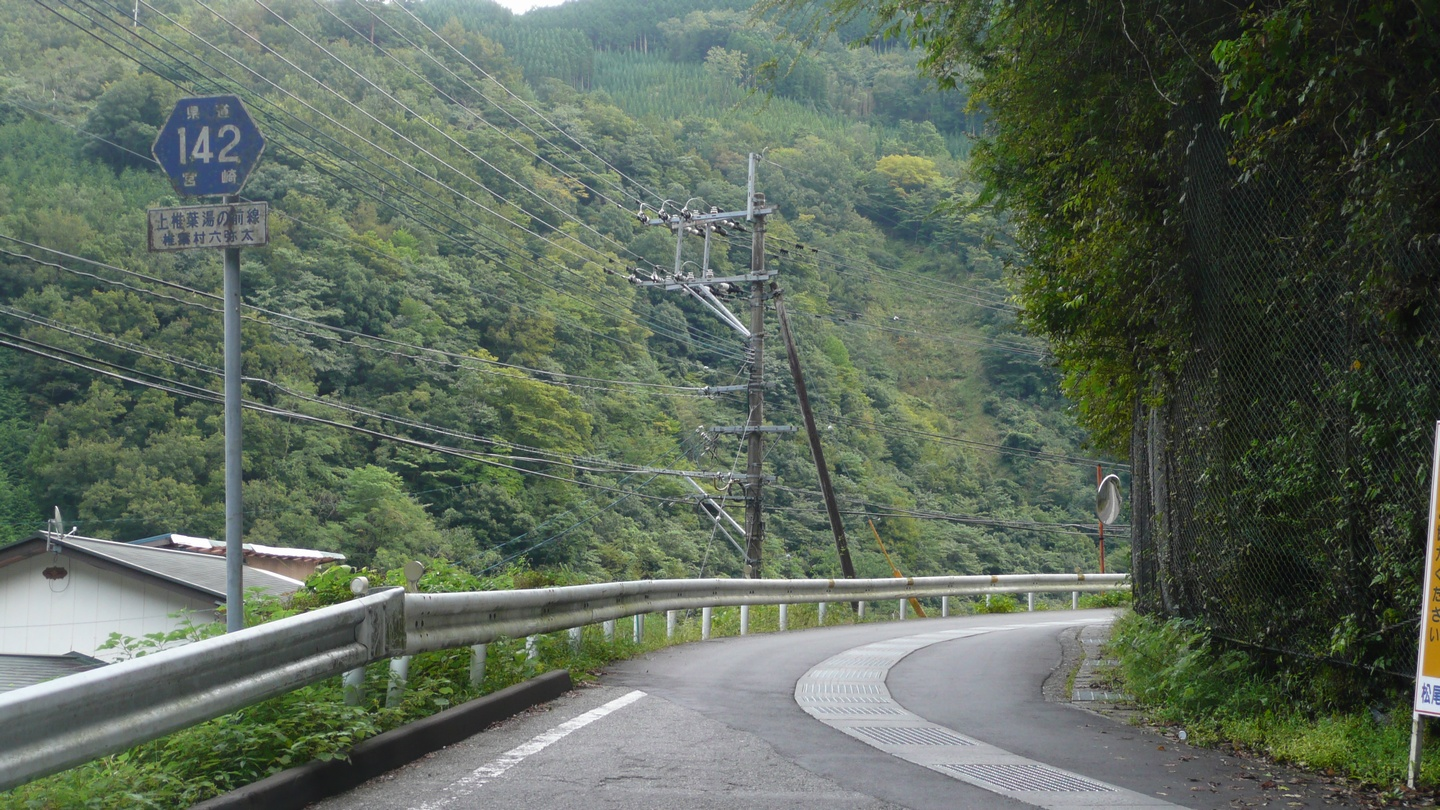
宮崎県東臼杵郡椎葉村六弥太（熊本県方面）

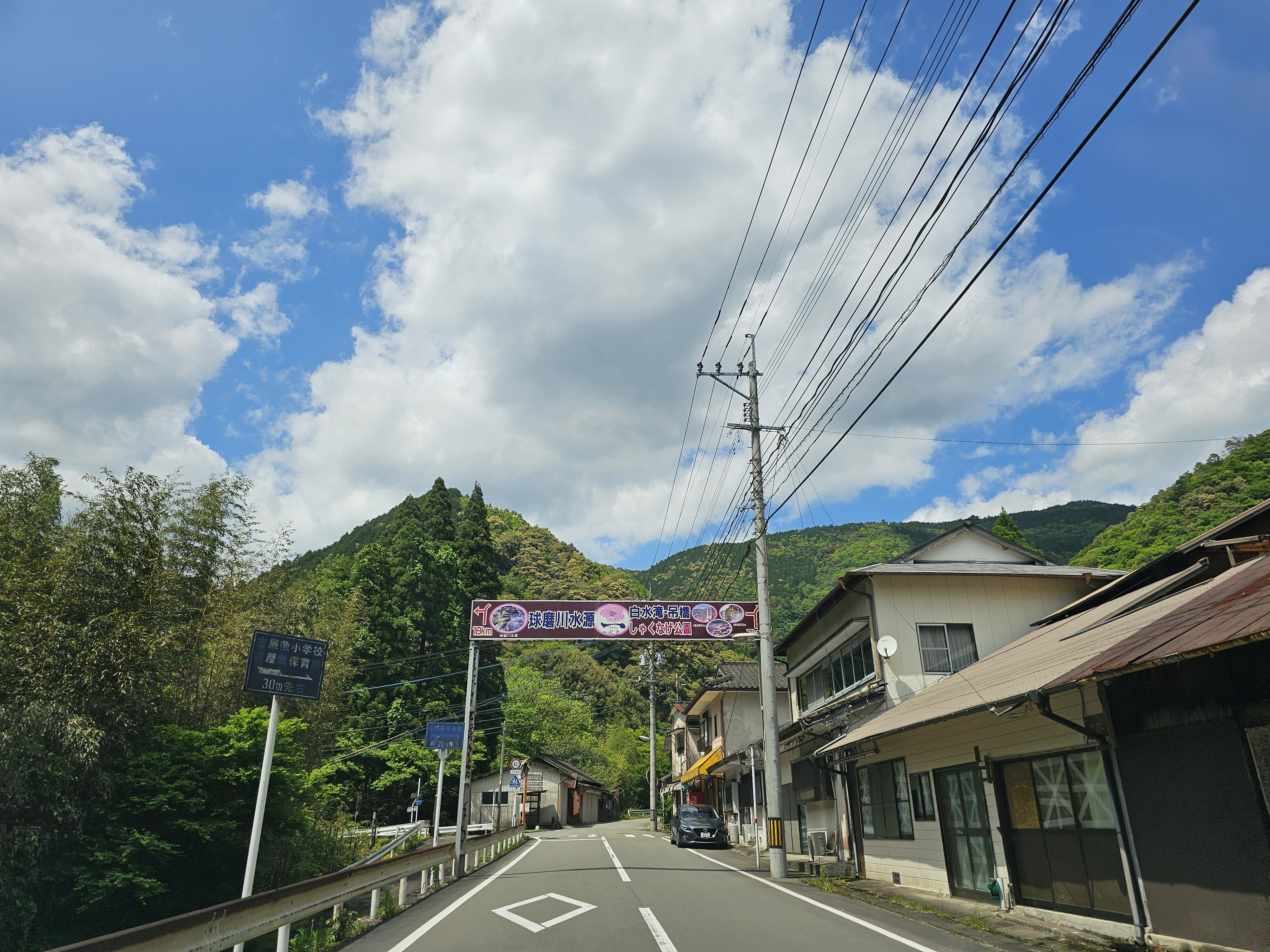
熊本県球磨郡水上村江代・古屋敷集落（宮崎県方面）

宮崎県東臼杵郡椎葉村中心部の上椎葉地区を起点とする。上椎葉ダム（日向椎葉湖、耳川）の北側を沿うように西進。不土野橋付近で五家荘椎葉林道・内大臣椎葉林道と分岐。尾前（おまえ）地区、尾前渓谷、五家荘方面などへはそちらを利用することとなる。
橋からは不土野地区を通過しながら南進。不土野峠（海抜高度1,040 m）越えで熊本県に入り、市房ダム（球磨川）の西側を沿うように南下し、水上村役場前で国道388号に合流する。

### 通過する自治体
- 宮崎県
  - 東臼杵郡椎葉村
- 熊本県
  - 球磨郡水上村
  - 球磨郡湯前町

### 交差する道路
| 交差する道路 | 都道府県名 | 市町村名 | 市町村名 | 交差する場所 | 交差する場所 |
| --- | ---------- | -------- | -------- | ------------ | ------------ |
| 国道265号 | 宮崎県     | 東臼杵郡 | 椎葉村   | 大字下福良   | 起点         |
| 国道388号 重複区間起点 国道446号 重複区間起点                                                                     | 熊本県     | 球磨郡   | 水上村   | 大字岩野     |              |
| 熊本県道264号幸野染田線                                                                                           | 熊本県     | 球磨郡   | 水上村   | 大字岩野     |              |
| 熊本県道33号人吉水上線 熊本県道161号五木湯前線 重複区間起点                                                       | 熊本県     | 球磨郡   | 水上村   | 大字岩野     |              |
| 国道219号 国道388号 重複区間終点 国道446号 重複区間終点 熊本県道43号錦湯前線 熊本県道161号五木湯前線 重複区間終点 | 熊本県     | 球磨郡   | 湯前町   | 中里         | 終点         |

### 沿線
- 椎葉村役場（起点付近）
- 椎葉村立椎葉小学校（起点付近）
- 椎葉村立不土野小学校
- 水上村立水上中学校
- 水上村役場
- 水上村立岩野小学校

## 参考資料
- 椎葉村・編 『椎葉村史』 椎葉村、1994年。